# Các khu cư trú trong núi đá Bhimbetka
Các khu cư trú trong núi đá Bhimbetka là một địa điểm khảo cổ ở miền trung Ấn Độ kéo dài từ thời đại đồ đá cũ đến thời đại đồ đá giữa. Nó là nơi có những dấu vết sớm nhất về cuộc sống của con người trên tiểu lục địa Ấn Độ và bằng chứng về thời đại đồ đá bắt đầu từ địa điểm này vào khoảng thời gian Acheulian. Địa điểm này nằm tại huyện Raisen của bang Madhya Pradesh, cách 45 kilômét (28 mi) về phía đông nam Bhopal. Nó đã được UNESCO công nhận là Di sản thế giới bao gồm 7 ngọn đồi là nơi có 750 khu cư trú trong núi đá phân bố trên khu vực dài 10 km (6,2 mi). Một số khu cư trú đã có người ở từ hơn 100.000 năm trước. Các khu cư trú trong núi đá và hang đá cung cấp một cái nhìn hiếm hoi về sự định cư của con người và sự tiến hóa văn hóa từ những người săn bắn hái lượm cho đến hoạt động nông nghiệp và tín ngưỡng tâm linh thời tiền sử.
Một số nơi cư trú trong núi đá của Bhimbetka có các bức tranh hang động thời tiền sử và sớm nhất đã có niên đại 10.000 năm tuổi, tức là vào thời đại đồ đá giữa ở Ấn Độ. Những bức tranh hang động này thể hiện nhiều chủ đề từ động vật, nhảy múa và săn bắn. Bhimbetka là địa điểm nghệ thuật đá nổi tiếng và lâu đời nhất ở tiểu lục địa Ấn Độ, đồng thời nó cũng là một trong những quần thể khảo cổ học thời tiền sử lớn nhất thế giới.

## Vị trí
Địa điểm này nằm cách 45 kilômét về phía đông nam của Bhopal và 9 km từ thành phố Obedullaganj trong huyện Raisen, Madhya Pradesh trong phạm vị phía nam của các đồi Vindhya. Phía nam của khu cư trú trong núi đá là các phần liên tiếp của Dãy núi Satpura. Nó nằm bên trong Khu bảo tồn hổ Ratapani, với những khu vực núi đá sa thạch nằm tại chân đồi của dãy Vindhya. Địa điểm này bao gồm bảy ngọn đồi: Vinayaka, Bhonrawali, Bhimbetka, Lakha Juar (đông và tây), Jhondra và Muni Babaki Pahari.